# Unteruhldingen
Unteruhldingen es un barrio del municipio Uhldingen-Mühlhofen. Está ubicado en la orilla norte del Lago de Constanza, en el estado alemán de Baden-Württemberg, en las inmediaciones de las localidades de Meersburg y Überlingen.

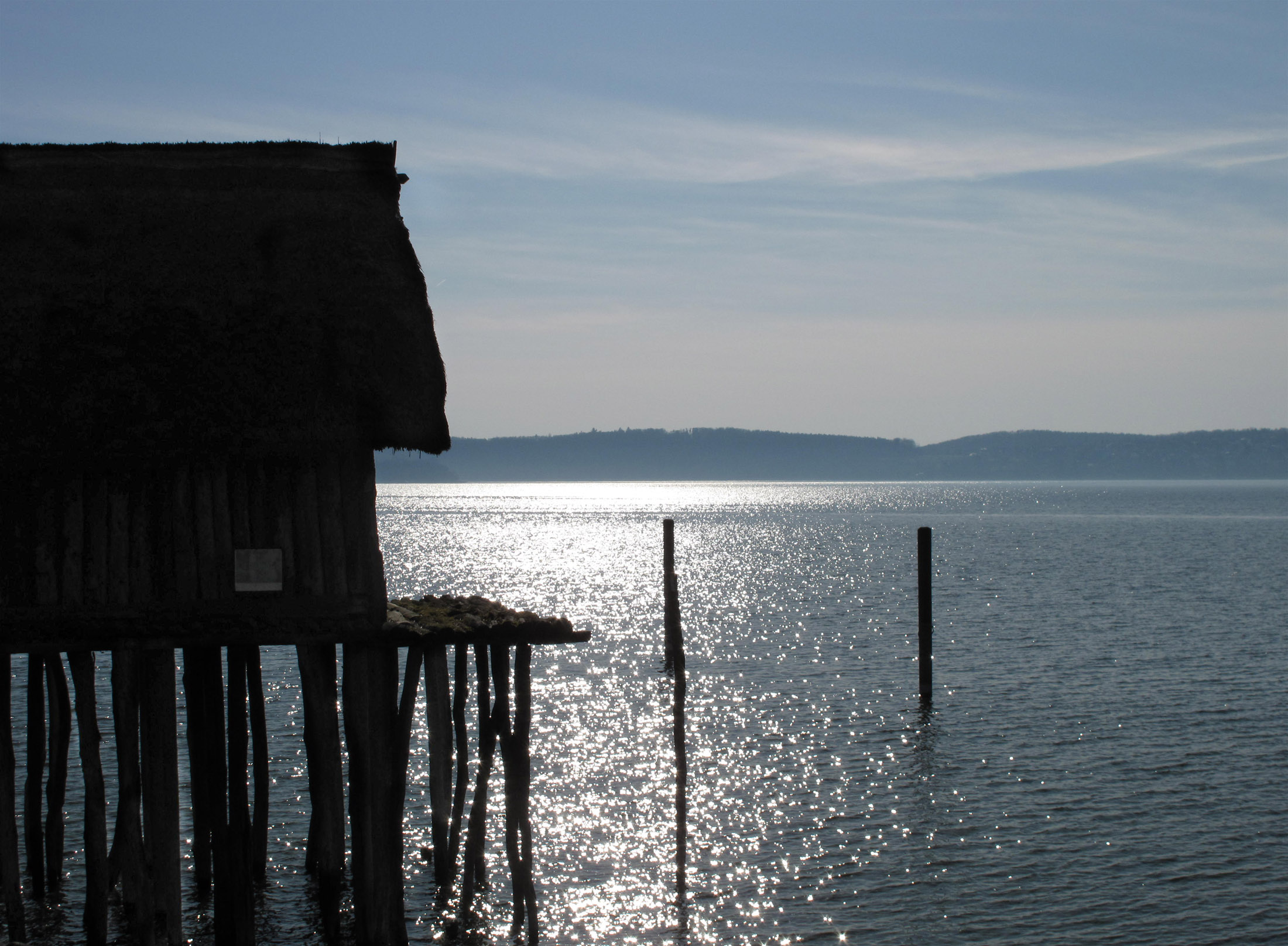
Palafitos sobre el Lago Constanza en el Museo de Uhldingen-Mühlhofen

Aunque los motores principales de su economía son la producción de vino y las actividades relacionadas con el turismo, también posee un interesante Museo de Palafitos con un poblado de palafitos reconstruido a tamaño natural y de modo realista ('Pfahlbauten'), de acuerdo con los hallazgos encontrados en diferentes puntos del entorno correspondientes a esta forma de vida de varios milenios antes de cristo.